# Christos Sartzetakis
Christos Sartzetakis, řecky Χρήστος Σαρτζετάκης (6. dubna 1929 Neapoli – 3. února 2022 Athény) byl řecký právník a politik. V letech 1985–1990 byl jakožto nestraník prezidentem Řecka. Předtím byl předsedou Nejvyššího soudu. Ač byl prezidentem zvolen za vlády socialistického premiéra Andrease Papandrea, nikdy neskrýval své silně konzervativní a roajalistické zaměření.

## Vyznamenání
V letech 1985 – 1990 byl velmistrem řeckých řádů:
- Řád Spasitele[2]
- Řád cti
- Řád Fénixe
- Řád dobročinnosti

### Zahraniční vyznamenání
- velkokříž s řetězem Řádu prince Jindřicha – Portugalsko, 12. listopadu 1990[3]